# Lo Pi Sec
Lo Pi Sec és un indret del terme municipal de Conca de Dalt, a l'antic terme d'Hortoneda de la Conca, al Pallars Jussà, en territori que havia estat de l'antic poble de Senyús.
Està situat a prop de l'extrem nord-oriental del terme municipal, al sud-est de Senyús i al nord de la Coma d'Orient. És al sud de l'extrem sud-oriental de la Serra de Cuberes, a llevant del Pletiu del Duc, a prop i al nord-oest del Cap del Solà de la Coma d'Orient.